# Liga Mexicana 1903/04
In 1903/04 werd het tweede seizoen gespeeld van de Liga Mexicana de Football Amateur Association, de hoogste voetbalklasse van Mexico. Mexico Cricket Club werd kampioen. Orizaba AC, de eerste kampioen trok zich na interne problemen na dit seizoen terug uit de competitie.

## Eindstand
| Plaats | Club                | Wed. | W | G | V | Saldo | Ptn. |
| ------ | ------------------- | ---- | - | - | - | ----- | ---- |
| 1      | Mexico Cricket Club | 8    | 6 | 0 | 2 | 13:2  | 12   |
| 2      | Reforma             | 8    | 5 | 1 | 2 | 15:3  | 11   |
| 3      | British Club        | 8    | 3 | 2 | 3 | 4:6   | 8    |
| 4      | Orizaba AC          | 8    | 2 | 2 | 4 | 4:12  | 6    |
| 5      | Pachuca AC          | 8    | 1 | 1 | 6 | 3:16  | 3    |

|  | Kampioen                      |
|  | Team ontbonden na dit seizoen |

### Kampioen
| Liga Mexicana de 1903/04           |
| Mexica                             |
| ---------------------------------- |
| MEXICO CRICKET Kampioen (1° titel) |

## Topschutters
| Speler             | Speler       | Goals | Club       |
| ------------------ | ------------ | ----- | ---------- |
| Vlag van Frankrijk | Julio Lacaud | 4     | Reforma AC |